# Stazione di Bakırköy
La stazione di Bakırköy (in turco: Bakırköy istasyonu) è la stazione ferroviaria principale di Bakırköy, Istanbul. Situata a 12,6 km a ovest della stazione di Sirkeci, la stazione è servita da treni pendolari suburbani di Istanbul, nonché da treni regionali TCDD per Kapıkule, Çerkezköy e Uzunköprü. 
L'apertura della stazione originaria risale al 4 gennaio 1871.
La stazione è stata chiusa nel marzo 2013 e successivamente demolita per far posto a una stazione più grande e moderna come parte del progetto Marmaray. La stazione ricostruita è stata aperta il 12 marzo 2019.
La nuova stazione di Bakırköy ha due piattaforme che servono quattro binari.